# Werner Scheurmann
Werner Scheurmann (* 27. September 1909; † unbekannt) war ein Schweizer Handballspieler.

## Leben
Scheurmann gehörte zum Aufgebot der Schweizer Handballnationalmannschaft bei den Olympischen Spielen 1936 in Berlin. Er gewann mit der Mannschaft die Bronzemedaille und absolvierte dabei eins der fünf Spiele.